# Salvador Cañellas
Salvador Cañellas Gual (Santa Oliva, Bajo Panadés, 1 de diciembre de 1944) es un piloto español de motociclismo y de automovilismo, modalidades en las que destacó durante los años 1960 y 70. En 1968 se convirtió en el primer español en ganar un Gran Premio de Motociclismo, También fue campeón de la I Copa Nacional Renault en 1969, de España de Rally y de la Fórmula 1430 en 1972; y campeón de España de Turismos en 1979. Participó también en el Rally Dakar y en carreras de camiones. Su hijo Salvador Cañellas, Jr. también fue piloto de rally, subcampeón mundial junior en 2003.
Actualmente se encuentra retirado de la competición oficial, aunque aún pilota en eventos de clásicos como la Fórmula Vintage formando parte de la escudería SEAT Históricos y del RACC.

## Trayectoria

### Inicios en el motociclismo

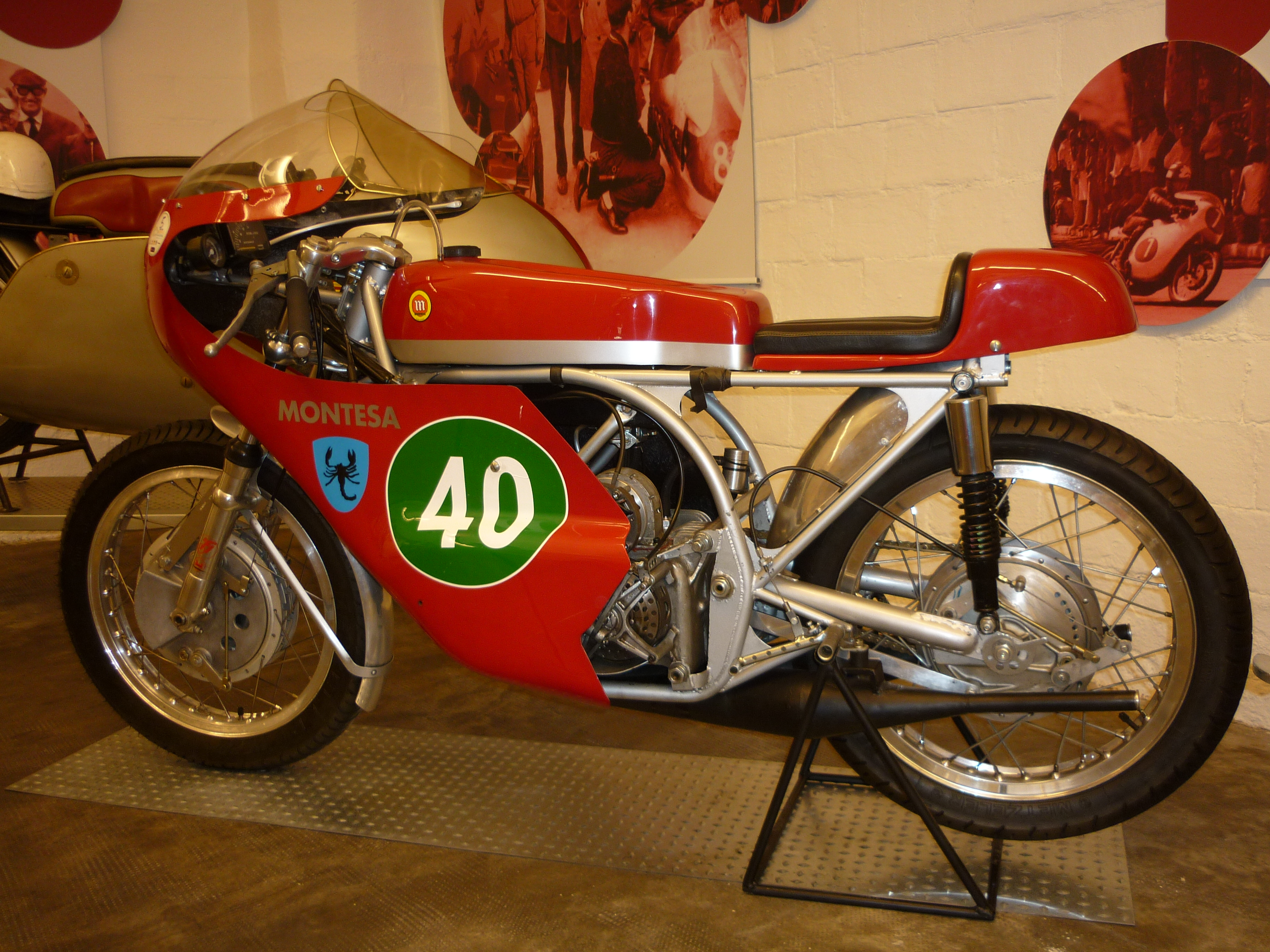
La Montesa 250cc bicilíndrica con la que pilotó a mediados de los 60

A los nueve años tuvo su primera motocicleta, una Mobylette 65 cc que le regaló su padre (dueño de una industria de tintorería y un apasionado de las motos). De pequeño, Salvador iba con su padre a Montjuic cuando se celebraba el Gran Premio y las 24 Horas.
A 16 años disputó la subida de montaña a Las Ventosas (Noguera) con la Vespa 125 de su padre, obteniendo su primer triunfo y sufriendo su primera caída. Para abonar la Vespa accidentada, su padre la llevó al concesionario y allí vio un par de equipadas con dorsal de competición. Habiéndose interesado, el jefe de taller, Jesús Cirera, le explicó que las habían preparado ellos mismos en colaboración con un joven ingeniero alemán, Peter Ketelsen. De aquella charla surgió la posibilidad de contar con su hijo como "pasajero" en el sidecar que habían construido para la edición de 1962 de la clásica subida de montaña a Vallvidrera. El piloto era el mismo Cirera (actual concesionario de Suzuki, Triumph y KTM en Barcelona), y con Salvador Cañellas de pasajero se llevaron el triunfo de la categoría. Como Cañellas quería pilotar, consiguió que le dejaran una Vespa 125 preparada para la Subida a la Rabassada, la otra clásica barcelonesa. Ganó con autoridad y marcó su récord. Mientras tanto, había conseguido una Derbi 50, la popular "paleta" (que le había dejado justamente el albañil de su pueblo, Santa Oliva) con la que participó en su primera carrera en circuito en Comarruga, sin éxito: acabó el último.
Entonces su padre coincidió fortuitamente con su amigo Jaume Pahissa, técnico de Derbi, y por medio de él pudo adquirir una 75 cc oficial de la marca con cambio de cuatro velocidades, que el ingeniero Ketelsen le preparó para competición rectificando su cilindro y añadiéndole un tubarro. Con aquella motocicleta, Salvador participó en numerosas subidas de montaña y en carreras urbanas por todo el Principado y del País Valenciano. Como acostumbraba a ganarlas, consiguió que Francisco Tombas (jefe técnico y creador de las Derbi de competición) le suministrara componentes de potenciación. A mediados de temporada, Derbi le invitó a correr la carrera del Campeonato de España de Velocidad de Guadalajara con una 50 cc oficial, terminando segundo tras el primer piloto de la marca, José María Busquets. Aparte de las pequeñas cilindradas, Cañellas competía también con una Montesa Impala 175 de serie, obteniendo excelentes resultados. Con esta moto, le disputó el triunfo absoluto en la subida de Vallvidrera al "Rey de la montaña" Ricardo Fargas: le ganó la primera subida y perdió la segunda por décimas. Ese año disputó también el Campeonato de España Todoterreno, terminando subcampeón tras Carlos Giró Vila, e hizo su debut en el Campeonato del Mundo en Montjuïc, en el Gran Premio de España de Motociclismo de 1965 con la Derbi 50. Después de unos buenos entrenamientos, se situó en segunda línea en la parrilla de salida, al lado de Ángel Nieto (ninguno de los dos terminó la carrera, sin embargo).

### Primera victoria en el Mundial y en Montjuic

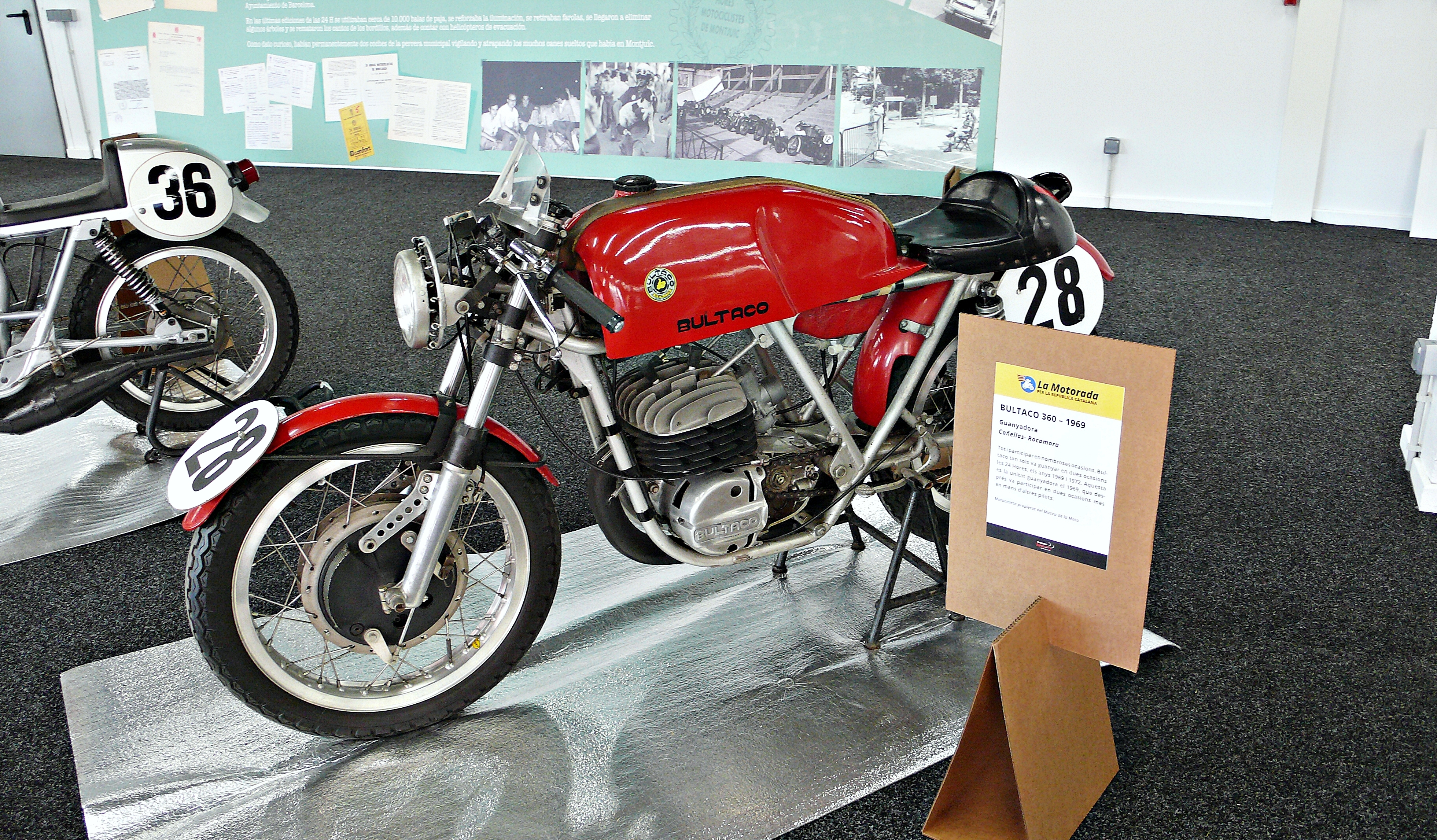
La Bultaco con la que ganó las 24 Horas de Montjuïc en 1969, haciendo equipo con Carlos Rocamora

Durante 1966 y 1967 siguió vinculado al equipo oficial de Derbi y Montesa. En 1966 convenció a Tombas de probar la 125 cc bicilíndrica en carrera en Bourg-en-Bresse. Más tarde, Salvador Cañellas declaró: «Cuando corríamos en circuitos de verdad, las Derbi se rompían con frecuencia. Entonces se sabía muy poco materiales especiales; las almohadillas de cigüeñal y los pistones eran el punto débil de las motos. Pero en Bourg-en-Bresse aguantaron y logré el tercer puesto. En el Gran Premio de España de Motociclismo de 1967, hice el tercer tiempo de entrenamientos por detrás de las dos Suzuki 50 bicilíndricas oficiales (de Hans Georg Anscheidt y Yoshimi Katayama). Era un buen resultado y tenía muchas esperanzas puestas en esa carrera, pero sólo duró dos vueltas». Por aquel entonces las Bultaco TSS 125 y 250 cc oficiales de los valencianos José Medrano y Ramiro Blanco dominaban las carreras estatales, pero la Derbi 125 bicilíndrica era mucho más potente y rápida (aunque poco fiable). Con la intención de mejorar la TSS para competir internacionalmente, los directivos de Bultaco contactaron con Cañellas y le ofrecieron un contrato oficial: «Me hablaron de un nuevo motor y de ir al Mundial. Era un plan interesante y acordamos los términos para el contrato. Al finalizar el año me despedí de Derbi y fui a Bultaco dispuesto a firmar el contrato, pero me anunciaron que no podían llevar a cabo el acuerdo por cuestiones financieras. Tuve que conformarme con las TSS convencionales y viajar con mi coche, remolque y un mecánico de fábrica».
Tres semanas antes del Gran Premio de España, Cañellas acudió a una carrera internacional en Nogaro para probar las motos con las que correría en Montjuïc, ganando en 125 y 250 cc. Ese año, el Gran Premio de España de Motociclismo de 1968 se disputó el 5 de mayo en Montjuïc. Bultaco presentó su equipo oficial, formado por Cañellas, Ginger Molloy, Tommy Robb y Pedro Álvarez. Frente a él, las Yamaha 2T bicilíndricas con válvula rotativa de Phil Read y Bill Ivy y las MZ de Heinz Rosner, Kent Andersson, Dieter Braun y Jan T. Huberts. En palabras del propio Cañellas: «En los entrenamientos me clasifiqué quinto y estaba en primera línea de salida. En la carrera, Rosner estaba detrás y me adelantó, pero en la segunda vuelta lo pasé. Luego superé a Andersson en la frenada de Angle y me fui distanciando. Ni mucho menos veía ninguna de las dos Yamaha. Luego vino la sorpresa: vi a Read parado y pensé "mira, ya voy segundo". Más tarde vi a Ivy parado en la entrada de Sant Jordi. Atravesé la meta con más de medio minuto sobre Molloy. Para mí era un triunfo ficticio, aquellas Yamaha estaban a años luz en todo: potencia, velocidad, frenos, estabilidad...». Fue la primera victoria de un catalán en un Gran Premio , conseguida con una moto también catalana: la Bultaco TSS 125 cc, con motor de dos tiempos monocilíndrico, cambio de seis velocidades y 29 cv. Poco después, disputó el Gran Premio de los Países Bajos, el Dutch TT de Assen, donde acabó cuarto después de perder el tercer puesto en la última vuelta. 
A pesar de los buenos resultados, a finales de temporada Bultaco abandonó oficialmente la velocidad y le propusieron motos y asistencia como piloto privado. A pesar de declinar la oferta, acordaron repetir la participación en las 24 Horas de Montjuïc con el prototipo de 360 cc, donde logró vencer: «En 1968 habíamos dominado la carrera durante 18 horas con Carlos Rocamora y la Bultaco 360. Fue una gran desilusión no terminar porque la moto iba de maravilla y sabía que si no se rompía ganaríamos. Por eso acepté la propuesta de Bultaco de repetir en 1969. Ese año mandamos la carrera con autoridad desde la primera hora, batimos el récord a tres cuartos de hora del final y aún añadimos 22 vueltas más».

### Campeón Copa 8TS y temporada con Derbi
Al encontrarse sin equipo oficial durante 1969, decidió cambiar a los coches, empezando por construirse un prototipo para correr en subidas de montaña: con un pequeño Goggomobil y un motor de furgoneta DKW (2T tricilíndrico, 1.000 cc y 100 cv) se construyó un artefacto que llamó "Ovni". Ese mismo año se estrenó la Copa Nacional Renault-8 TS y con un coche que le prestó un amigo se llevó el campeonato con autoridad ganando todas las carreras salvo la primera. Empezó la temporada en el Jarama en el podio, llevándose la vuelta rápida de carrera pero no pudiendo vencer al sorprendente primer vencedor Miguel López y al rapidísimo Emilio Zapico que ocupó el segundo lugar. En la segunda carrera en La Coruña saliendo quinto, se mantuvo la mayor parte de la carrera quinto, y tras estudiar a Juan Carlos el Culebra, lo adelantó en la última vuelta. En Alcañiz tras un percance en la primera vuelta que le relegó a los últimos puestos, logró remontar hasta conseguir el primer puesto también en la última vuelta regalando un grandísimo espectáculo a los testigos de la manga. En Vigo, Venta Cabrera y la última cita del Jarama, dominó por completo las carreras.
En 1970, Derbi ofreció a Cañellas el segundo puesto al equipo para suplir la baja de Santiago Herrero, que quería centrarse en la categoría de los 250cc con OSSA. Con la Derbi 50, Cañellas consiguió podios en Assen, Brno y Úlster, pero en Monza se fracturó la clavícula en una caída. Como no quería renunciar al GP de Montjuïc, programado por el 27 de septiembre, corrió con un vendaje especial. Con problemas en la salida, arrancó en última posición. Seis o siete vueltas después ya era segundo, tras Nieto, con las Kreidler oficiales a su rebufo. Nieto tuvo que abandonar a media carrera, y Salvador quedó solo contra las motos alemanas, más potentes, consiguiendo mantenerse enganchado hasta la última vuelta cuando empleó una táctica genial: a la salida del Roseral dejó pasar a Jan de Vries, para empezar la subida detrás de los dos contrincantes y aprovechar así sus rebufos en la recta de Sant Jordi. Tal y como lo había planeado, en la entrada superó a De Vries y en la subida final salió del rebufo de Rudolf Kunz, haciéndole un exterior, y entró en la meta con 19 centésimas (media moto) de ventaja. Su gran conocimiento de aquel circuito (de hecho, llegó a ser conocido como el Rey de Montjuïc) hacía que supiera dónde se podía jugar un triunfo "in extremis", tal y como hizo ese día. Acabó el mundial en cuarta posición final. 

### Cambio al automovilismo

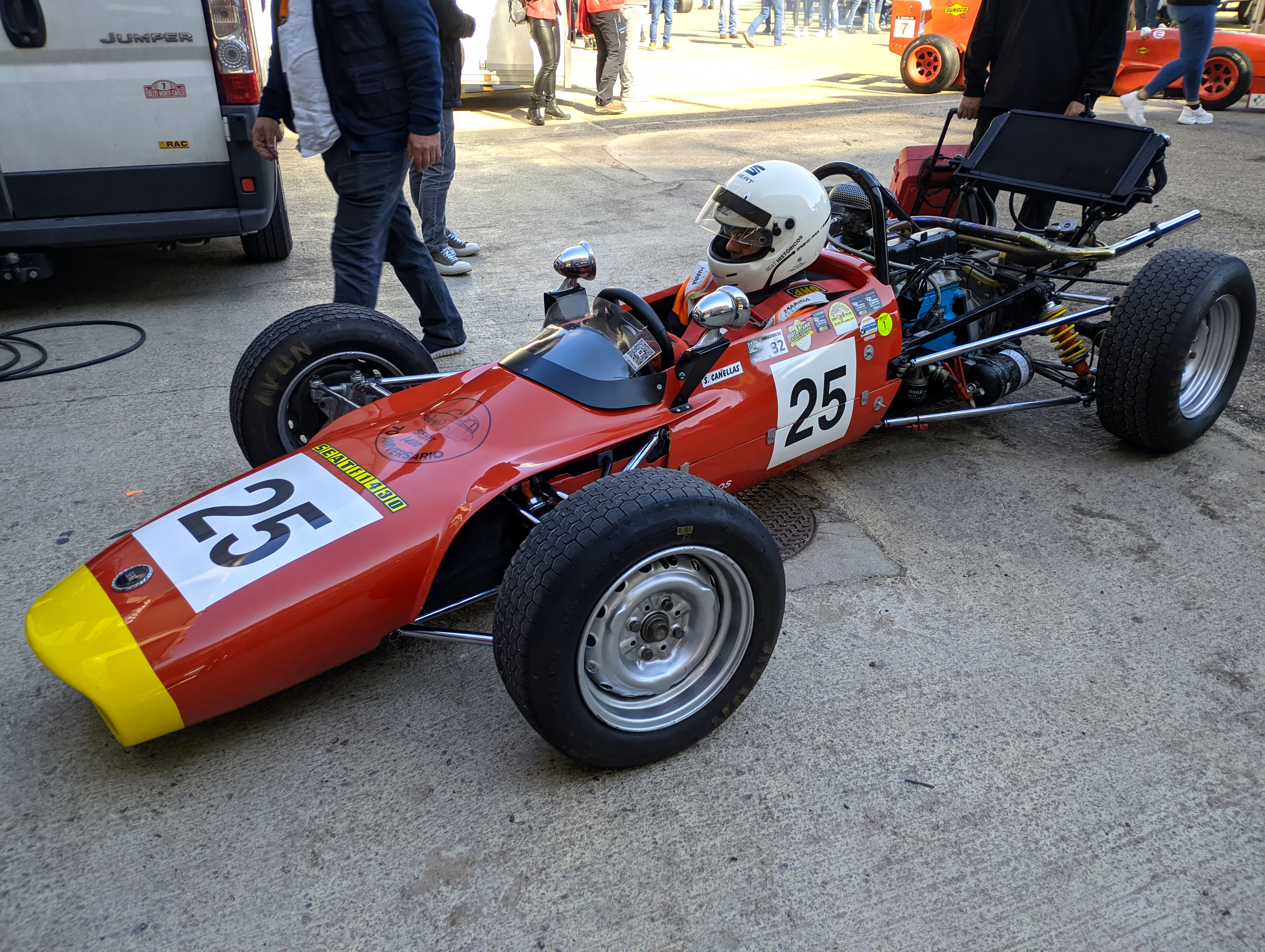
Salvador Cañellas con el Cordobán (F1430) de SEAT Históricos en la Fórmula Vintage.

De cara a 1971 Derbi le propuso seguir un año más como segundo piloto, pero él quería libertad de acción en las primeras carreras, cosa que le denegaron. Como no le gustaba el papel de 'escudero' prefirió centrarse en el nuevo campeonato de España de Fórmula SEAT 1430, donde sería tercero tras terminar en el podio casi todas las carreras de la temporada. Empezaba así su trayectoria en el automovilismo, no volviendo a correr nunca más otra carrera de motociclismo de velocidad, salvo las de resistencia en Montjuïc y en Le Mans. En 1972 repitió en la Fórmula 1430 siguiendo con Selex Competición y decidió también disputar el Campeonato de España de Rallyes con un Seat 124 1600, logró imponerse en los dos certámenes, pasando a ser una gran referente nacional ahora también en el mundo de las cuatro ruedas. En el 74 disputa la Fórmula 1800, siendo piloto oficial de la escuderías Sélex Bendibérica. Logra vencer en la carrera inaugural no puntuable de la temporada, y finaliza tercero en la general tras conseguir tres podios más.
En 1975 repite en la 1800 en la misma escudería, pero tras una muy mala primera parte de temporada con muy mala suerte, abandona el campeonato y decide centrarse en los rallies. Allí entre sus resultados más destacados, se citan las victorias en los rallys de Catalunya (1973), de Oviedo (1974) y Rally Fallas (1975). Aquel mismo 1975 alcanzó la tercera plaza en las 24 Horas de Ypres, el primer rally europeo en el que competía SEAT. En 1976, Cañellas siguió como segundo piloto del equipo oficial de SEAT y en 1977, con el SEAT 124, alcanzó uno de los resultados más importantes de su carrera deportiva, la cuarta plaza en el Rally de Montecarlo justo tras el compañero de equipo Antonio Zanini y superados sólo por el Lancia Stratos de Sandro Munari y el FIAT 131 Abarth de Jean-Claude Andruet. Finalizó quinto en el campeonato esos dos años. En 1978 terminó tercero en el Rally de Polonia. En 1979 se volvió a proclamar campeón nacional al llevarse el Campeonato de España de Velocidad en Circuito, también con un SEAT 124. 
La última carrera motociclista en la que participó fue la edición de 1981 de las 24 Horas, a 36 años. Ese año, Ducati prepararó una moto potenciada para él y Benjamín Grau, para tratar de batir las potentes motocicletas japonesas de los franceses. Durante los entrenamientos, haciendo pruebas de neumáticos, Cañellas sufrió una violenta caída en la que se fracturó la Apófisis del hueso Atlas). A partir de entonces, se dedicó exclusivamente al automovilismo.

### Dakar y camiones
A mediados de década de 1980, Cañellas fue uno de los primeros catalanes en competir sobre un coche en el Rally Dakar, tal y como hizo también Juan Porcar.  En 1986 lo hizo en categoría de camiones con un Pegaso, consiguiendo la victoria de la categoría 10T y el tercer puesto de la general. En 1985 y 1987 compitió en coches con un Range Rover y en 1986 con un camión Pegaso. 
En 1988 cambió de especialidad y entró a formar parte del primer equipo oficial de Pegaso en carreras de camiones en circuito, haciendo pareja con Juan Escavias al volante de los Troneros negros. Entre 1988 y 1992 consiguió varias victorias parciales, llegando a participar en el Campeonato de Europa en 1989, y manteniendo una trayectoria ascendente que se vio interrumpida con la venta de Pegaso a Iveco y la retirada de la de la competición de esta marca.

## Resultados

### Campeonato del Mundo de Motociclismo
| Año  | Cat.  | Equipo  | 1       | 2     | 3       | 4     | 5     | 6     | 7     | 8     | 9     | 10     | 11    | 12    | 13    | Pts. | Pos. |
| ---- | ----- | ------- | ------- | ----- | ------- | ----- | ----- | ----- | ----- | ----- | ----- | ------ | ----- | ----- | ----- | ---- | ---- |
| 1965 | 50cc  | Derbi   | USA -   | ALE - | ESP Ret | FRA - | IDM - | NED - | BEL - | JAP - |       |        |       |       |       | 0    | -    |
| 1966 | 50cc  | Derbi   | ESP Ret | GER - |         | NED - |       |       |       |       |       | IOM -  | NAT - | JPN - |       | 0    | -    |
| 1966 | 125cc | Derbi   | ESP Ret | GER - |         | NED - |       | DDR - | CZE - | FIN - | ULS - | IOM -  | NAT - | JPN - |       | 0    | -    |
| 1966 | 250cc | Sanglas | ESP Ret | GER - | FRA -   | NED - | BEL - | RDA - | CZE - | FIN - | ULS - | IOM -  | NAT - | JPN - |       | 0    | -    |
| 1967 | 50cc  | Derbi   | ESP Ret | GER - | FRA -   | IOM - | NED - | BEL - |       |       |       |        |       |       | JAP - | 0    | -    |
| 1967 | 250cc | Bultaco | ESP Ret | GER - | FRA -   | IOM - | NED - | BEL - | DDR - | CZE - | FIN - | ULS -  | NAT - | CAN - | JAP - | 0    | -    |
| 1968 | 125cc | Bultaco | RFA -   | ESP 1 | TT -    | NED 4 | BEL - | RDA - | CZE - | FIN - | ULS - | NAT 11 |       |       |       | 11   | 5.º  |
| 1970 | 50cc  | Derbi   | RFA 4   | FRA 6 | YUG 8   | TT -  | NED 3 | BEL 4 | RDA - | CZE 3 | FIN - | ULS 2  | ITA 8 | ESP 1 |       | 63   | 4.º  |

### Rally Dakar
| Año     | Categoría | Vehículo    | Posición | Victorias |
| ------- | --------- | ----------- | -------- | --------- |
| 1985    | Coches    | Range Rover | 14.º     | -         |
| 1986    | Camiones  | Pegaso      | 3.º      | -         |
| 1987    | Coches    | Range Rover | Ret.     | -         |
| Fuente: |           |             |          |           |